# Ouratea ferruginea
Ouratea ferruginea är en tvåhjärtbladig växtart som beskrevs av Adolf Engler. Ouratea ferruginea ingår i släktet Ouratea och familjen Ochnaceae. Inga underarter finns listade i Catalogue of Life.